# 宮田一雄 (ジャーナリスト)
宮田 一雄（みやた かずお、1949年 - ）は、日本のジャーナリスト、産経新聞特別記者兼論説委員、iRONNA編集長。長年、AIDSやHIVなど感染症の取材を続けており、公益財団法人エイズ予防財団の理事も務める。

## 来歴
東京都神田生まれ。東京都立日比谷高等学校卒業。1973年、産業経済新聞社（産経新聞社）入社。京都支局、阪神支局、大阪本社社会部（科学担当）、東京本社社会部（警視庁・厚生省などを担当）、米国留学、外信部次長、社会部デスク、1993年から1996年までアメリカニューヨーク支局長。編集局次長、編集長などを経て、2009年、特別記者編集委員兼論説委員。日本記者クラブ元企画委員。1987年から日本や米国でのエイズ対策を取材し、ニューヨークで日本人のエイズ対策グループ「JAWS（ジャパニーズ・エイズ・ワークショップ・シリーズ）」も創設。公益財団法人エイズ予防財団の理事や特定非営利活動法人エイズ＆ソサエティ研究会議の事務局長理事などを務める。

## 著書
- 『エイズ・デイズ 危機と闘う人びと』平凡社新書（2000年）
- 『世界はエイズとどう闘ってきたのか　危機の20年を歩く』ポット出版（2003年）

### 共著
- 『やばいぞ日本』 - 扶桑社（2008年)
- 『春夏秋冬 鎌倉めぐり』新人物往来社（現中経出版）（2012年） - 産経新聞写真報道局長の渡辺照明との共著

### 共訳
- 『NO TIME TO LOSE（ノー・タイム・トゥ・ルーズ） エボラとエイズと国際政治』（ピーター・ピオット著）慶應義塾大学出版会（2015年） - ピオット氏はエボラウイルス発見者で国際連合エイズ合同計画初代事務局長。宮田と、慶應義塾大学名誉教授の樽井正義と、フリージャーナリストの大村朋子との共訳